# 誰よりも眩しく
「誰よりも眩しく」（だれよりもまぶしく）はBEREEVEの3枚目のシングル。

## 内容
7か月ぶりの3枚目のシングル。
本作以降、神長弘一との共同編曲を解散まで行うことになる。

## タイアップ
テレビ朝日系ドラマ『さすらい刑事旅情編VII』エンディング・テーマ。

## 収録曲
全作詞：冴木裕志
1. 誰よりも眩しく
作曲：BEREEVE　編曲：石井直人・神長弘一
2. あの季節をもう一度
作曲：石井直人　編曲：石井直人・前野知常
3. 誰よりも眩しく (inst.)

## レコーディング参加
- 坂井紀雄 - ベース